# 張猛 (1975年)
張猛（1975年4月12日—），男，遼寧省鐵嶺市人，中國電影導演、編劇。

## 經歷
張猛父親張惠中是一名電視劇導演，母親是藝術團演員。畢業於中央戲劇學院舞台美術系，其後分配到遼寧電視台擔任舞美設計總監，不久就轉而決定讀北京電影學院電影文學研修班。期間張猛曾於2002年拍攝了紀錄片《耳朵大有福》，並欲將其拍成故事片，但因投資問題作罷，之後回到東北並擔任過同鄉趙本山公司“本山傳媒”工作，期間創作過《功夫》《說事兒》等趙本山小品。通過向釜山電影節寄劇本獲得100萬人民幣資助及到處向朋友借錢，2007年，張猛請來范偉主演，終將紀錄片《耳朵大有福》拍成同名電影《耳朵大有福》，且於2008年進入院線上映。
張猛拍攝第二部的電影作品《鋼的琴》時仍然遇上資金緊缺的情況，拍攝後期劇組更因買不起膠片，於是向鄰近的電影《最愛》劇組借膠片拍攝。最後在得到上海電影節的25萬元創投基金支持、好友秦海璐以出品人的身份相助下(後來電影得到其他公司接手發行，就不再任出品人)，最終該片得以攝製完成。《鋼的琴》2010年在多倫多國際電影節首次公映，其後於2011年在中國大陸正式上映。該片受到評論家的讚賞，分別在華表獎和金雞獎獲得優秀故事片和評委會特別獎的肯定，在金馬獎也獲得7項提名。之後，張猛決定把電影《鋼的琴》拍成電視劇，並與父親張惠中一起聯合執導，該劇其後於2014年在央視八套首播。
在此之後，張猛拍完電視劇版《鋼的琴》便開始繼續拍攝電影《勝利》，該電影的男主角「陳勝利」一角取材自導張猛的舅舅，講述一名黑社會大哥陳勝利刑滿釋放後，通過辦幼兒園開始新生活。《勝利》由被入廣電總局的列入“封殺劣跡藝人”列單中的藝人黃海波主演，影片於2014年就參加了第17屆上海國際電影節，並奪得評委會大獎，但因受廣電總局對劣跡藝人的製裁規定影響還沒有在中國大陸上映。電影《耳朵大有福》、《鋼的琴》與《勝利》因為故事題材取自中國東北地區所以也被稱為東北三部曲。
2016年接連上映了張猛執導的兩部電影《一切都好》和《奔愛》。《一切都好》改編自1990年意大利電影《天倫之旅》，同時也是他首次試水商業電影，講述的是一個父親去外地看自己的孩子的故事，並會在北京、上海、杭州、澳門取景。後者張猛和其他三位導演一起拍攝電影《奔愛》，並負責其中一個故事單元；及拍攝溫情喜劇電影《一切都好》。
張猛新片《槍砲腰花》將於2016年秋季正式開機，講述的是一個窮困潦倒的小人物陰差陽錯闖入一場“拆遷風暴”，並因此引發一系列啼笑皆非的離奇遭遇和情感糾葛。

## 電影作品
| 年份   | 電影         | 職務 | 職務 | 職務 | 職務 | 備註       |
| 年份   | 電影         | 導演 | 編劇 | 監製 | 其他 | 備註       |
| ------ | ------------ | ---- | ---- | ---- | ---- | ---------- |
| 2008   | 耳朵大有福   | 是   | 是   |      |      |            |
| 2010   | 鋼的琴       | 是   | 是   |      |      |            |
| 2014   | 勝利         | 是   |      |      |      |            |
| 2015   | 萬物生長     |      |      |      | 是   | 執行製片人 |
| 2016   | 一切都好     | 是   |      |      |      |            |
| 2016   | 奔愛         | 是   |      |      |      |            |
| 2016   | 清水里的刀子 |      |      | 是   |      |            |
| 2017   | 不期而遇     |      |      | 是   |      |            |
| 2017   | 我心雀跃     |      |      |      | 是   | 製片人     |
| 2019   | 陽台上       | 是   |      |      |      |            |
| 2019   | 追兇十九年   |      |      | 是   |      |            |
| 待上映 | 槍炮腰花     | 是   | 是   |      |      |            |

## 電視劇作品

### 導演及編劇
- 2014，《鋼的琴》(與張惠中聯合執導[10])

## 執導短片、微電影
- 2012，《山上有棵聖誕樹》[22]

## 獎項及提名
| 年份   | 電影       | 獎項                                             | 結果 |
| ------ | ---------- | ------------------------------------------------ | ---- |
| 2011年 | 《鋼的琴》 | 華表獎「新人導演」                               | 獲獎 |
| 2011年 | 《鋼的琴》 | 華表獎「優秀編劇」                               | 提名 |
| 2011年 | 《鋼的琴》 | 金雞獎「最佳導演」                               | 提名 |
| 2011年 | 《鋼的琴》 | 金雞獎「最佳編劇」                               | 提名 |
| 2011年 | 《鋼的琴》 | 金馬獎「最佳導演」                               | 提名 |
| 2011年 | 《鋼的琴》 | 金馬獎「最佳原著劇本」                           | 提名 |
| 2011年 | 《鋼的琴》 | 上海國際電影節傳媒大獎「最佳導演」               | 獲獎 |
| 2011年 | 《鋼的琴》 | 2011年度中國電影導演協會年度表彰評選「年度編劇」 | 獲獎 |

## 外部連結
- 張猛的新浪微博
- 張猛在互联网电影资料库（IMDb）上的資料（英文）